# Райнбергер, Йозеф
Йозеф Габриэль фон Райнбергер (нем. Josef Gabriel von Rheinberger; 17 марта 1839, Вадуц — 25 ноября 1901, Мюнхен) — немецкий композитор лихтенштейнского происхождения.

## Биография
Сын казначея княжеского двора. Уже в семилетнем возрасте был органистом в приходской церкви Вадуца, затем учился у городского органиста в соседнем Фельдкирхе. В 1851 году отправился учиться в Мюнхен, где среди его учителей были органист Иоганн Георг Херцог, музыковед Юлиус Йозеф Майер, известный своей работой над наследием Иоганна Себастьяна Баха, пианист Юлиус Эмиль Леонхард; кроме того, Райнбергер брал частные уроки у Франца Лахнера.
В дальнейшем Райнбергер почти всю жизнь провёл в Мюнхене, в том числе, с 1859 года, как преподаватель Мюнхенской консерватории (фортепиано, орган, композиция). С 1877 года Райнбергер был также дирижёром придворного оркестра. Среди учеников Райнбергера был ряд значительных музыкантов — как немецких (Людвиг Тюйе, Энгельберт Хумпердинк, Вильгельм Фуртвенглер, Юлиус Вейсман), так и учившихся в Германии американцев (Джордж Чедуик, Горацио Паркер).
На протяжении всех 1850-х годов Райнбергер пробовал себя в композиции, однако лишь в 1859 году опубликовал первый сборник фортепианных пьес. За ним последовали симфоническая картина «Wallenstein», оперы «Die sieben Raben» и «Türmers Töchterlein», детская оперетта «Das Zauberwort», оратория «Christophorus», музыку к комедии Кальдерона «Маг-чудодей», реквием в память павших на войне немецких воинов, несколько хоров («Das Thal des Espingo», «Toggenburg», «Wittekind», «Klärchen auf Eberstein»). Наиболее известны, однако, произведения Райнбергера для органа, в том числе 2 концерта для органа с оркестром, 20 сонат для органа и др. Некоторые из этих сочинений входят в педагогический репертуар, а иные и в концертный; восемь дисков органной музыки Райнбергера были в 1999—2009 годах выпущены фирмой Naxos (органист Вольфганг Рюбзам). В общей сложности Райнбергеру принадлежит свыше 150 сочинений.
Жена Райнбергера Франциска фон Хофнас (1831—1892), поэтесса, автор нескольких стихотворных сборников, была автором текстов для ряда произведений Райнбергера (например, для кантаты «Вифлеемская звезда») и вообще, как считается, во многом повлияла на эстетические представления своего мужа.